# 木棉下村
木棉下村（英語：Muk Min Ha Tsuen）是香港新界荃灣一條重置客家村落，原位於現今荃錦中心和南豐中心一帶，1970年代末至1980年代初因地鐵發展而遷至芙蓉山山腰。

## 歷史
木棉下村原位於荃灣大河瀝出海口的西北岸，與河背村相隔於河的兩側，兩村多年來常受山洪水淹所影響。木棉下村立村於清乾隆年間，原居民姓何，祖籍福建。相傳，因木棉樹廣種而得名。木棉下村中原有兩排依後山而建的村屋。1919年村前的青山公路落成，為該村帶來便利和繁榮。
戰後香港和荃灣發展蓬勃，木棉下村青山道前建了一排新屋，村中有不同的小工廠，例如瓷器廠、鐵器廠等等，村後山建有工廠工人居住的寮屋。1950年代中，木棉下村對開海灣開始填海，以發展荃灣新市鎮。
早於1960年代中，荃灣理民府已開始與木綿下村商討遷村，原址曾被規劃興建白田壩廉租屋邨。1970年代末，木橋頭村有人口二千多人，170多家住戶，120多間廠戶。1979年，香港地鐵荃灣綫工程展開，木棉下村後山被移平以興建地鐵車廠。1980年，村東面部份率先被清拆，原址建成南豐中心，部份廠戶遷到葵涌大連排葵安工廠大廈。1982年，木棉下村西面部份亦被清拆，原址建成荃錦中心。位於芺蓉山山上的木棉下重置村亦分東西兩期相繼於1982年和1985年建成。

## 事件
- 1961年，木棉下村後山發生山泥傾瀉，三間屋宇被土淹，造成三死六傷。[6]

## 外部連結
- 居民代表選舉木棉下（荃灣）的劃定現有鄉村範圍（2019至2022年） （页面存档备份，存于）